# Radecznica
Radecznica è un comune rurale polacco del distretto di Zamość, nel voivodato di Lublino.
Ricopre una superficie di 109,8 km² e nel 2004 contava 6 591 abitanti.

## Villaggi
Radecznica comprende i seguenti villaggi ed insediamenti: Czarnystok, Dzielce, Gaj Gruszczański, Gorajec-Stara Wieś, Gorajec-Zagroble, Gorajec-Zagroble-Kolonia, Gorajec-Zastawie, Gruszka Zaporska, Latyczyn, Mokrelipie, Podborcze, Podlesie Duże, Podlesie Małe, Trzęsiny, Wólka Czarnostocka, Zaburze, Zakłodzie e Zaporze.